# コレクティブハウス

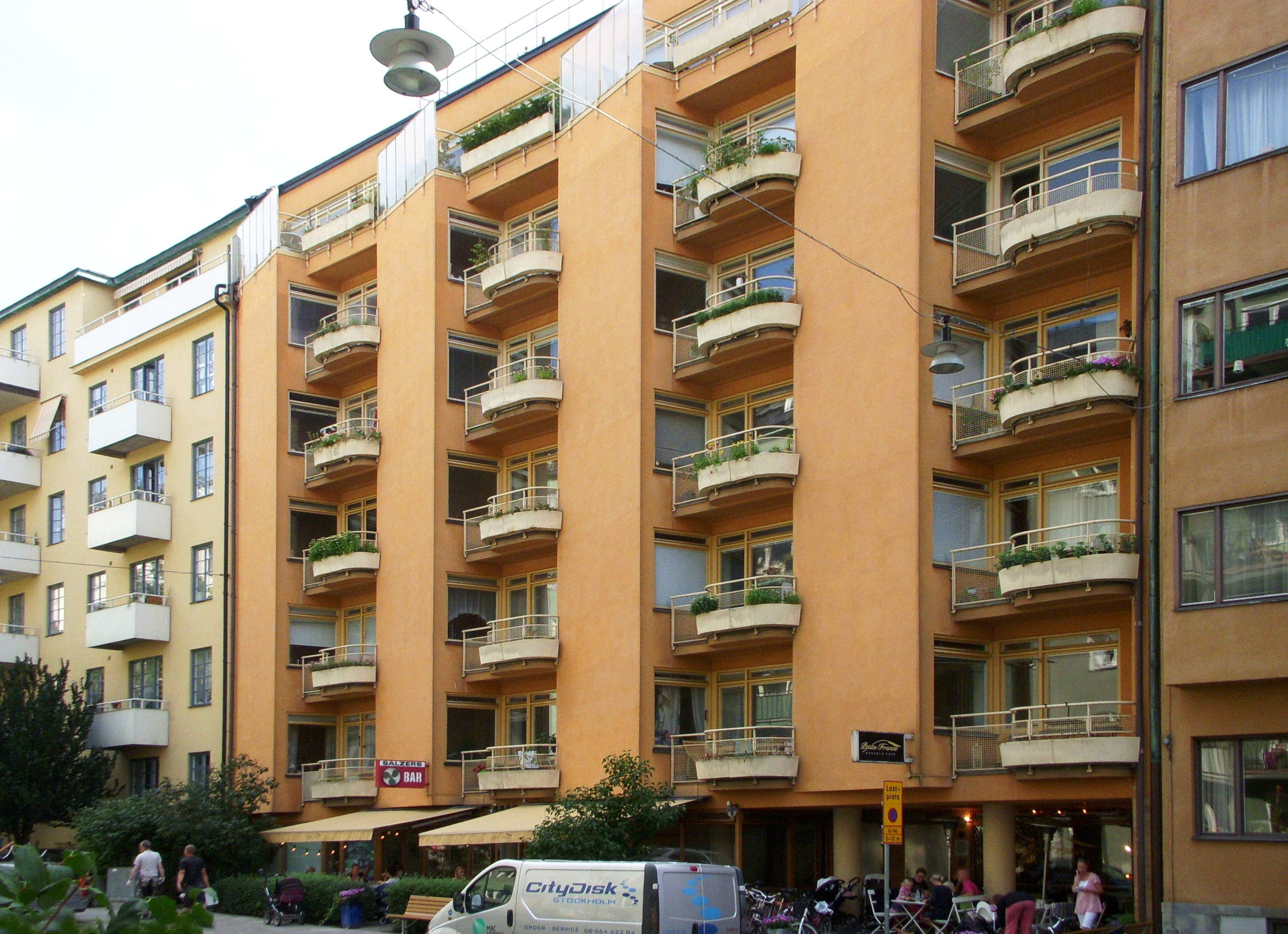
ストックホルムのジョン・エリクソンガータン6のコレクティブハウス、2010年の撮影

コレクティブハウス（collective house）は、スウェーデン、デンマーク、オランダなどで仲間や親しい人々が、生活を共同で行うライフスタイル。共同の食堂、育児室を持つが、各戸に台所、浴室、トイレなどがあり、共働き世帯や単身高齢者などの増えていく中で、子育ての共同化や触れ合いを求めて、このような生活スタイルを求める風潮が高まっていくと予測される。また、このような形態の住居をコレクティブハウジングと呼ぶ。もともとはスウェーデンのストックホルムで建築家のスヴェン・マルケリウスが、ノーベル平和賞受賞者のアルバ・ライマル・ミュルダールと共同で1925年-1935年に計画したプランに基づいた居住プロジェクトである。

## 長所短所
このような共同生活の長所は次の通り。
1. 単身で住むと全てを自分でやらなくてはならないが、雑用をシェアしあえるので、時間の負担と金銭的負担が軽減される。
2. 無縁社会、一人ぼっちの孤独感からの解放とセキュリティ上の安心感。
3. 病気などの場合も、互いに看護、介護が受けられる可能性がある。[3]
4. 感情のもつれや生き方の違いから人間関係に齟齬をきたすこともありうる。家族なら我慢するところ、他人なので我慢にも限界があって、共同生活から単独もしくはグループで離脱することもある。

## 日本国内の場合
2003年、小谷部育子らにより、東京都荒川区東日暮里の福祉施設「日暮里コミュニティ」の一部に25世帯36人が共同で生活する「コレクティブハウスかんかん森」が設立された。NPOコレクティブハウジング社は、群馬県前橋市に5つ目のコレクティブハウスを「多機能公社賃貸住宅」の一角に「コレクティブハウス元総社コモンズ」としてコーディネートし、2013年6月にオープン。
他にも、阪神・淡路大震災で家族や住居を失った高齢者が、「ふれあい住宅」として自治体の公営部門が建設した公営住宅に一定期間居住した例もあり、これが日本におけるコレクティブハウスの最初の試みとするものもある。
公営部門がコレクティブハウスの企画・建設を行うのが良いのか、それとも民間のNPOが主導していくのが良いのか、コレクティブハウスの行く末はまだ不透明なままである。